# Primera División de la Unión Soviética 1936
La temporada 1936 de la Gruppa A fue la 1ª y 2ª de la Primera División de la Unión Soviética. Este campeonato se dividió en dos, uno jugado en primavera y el otro en otoño.

## Primavera
La temporada 1936 de primavera de la Gruppa A fue la 1ª de la Primera División de la Unión Soviética.
|  |    | Equipos             | PJ | G | E | P | GF | GC | Coc. | Pts |
|  | -- | ------------------- | -- | - | - | - | -- | -- | ---- | --- |
|  | 1. | FK Dynamo Moskva    | 6  | 6 | 0 | 0 | 22 | 5  | 4.40 | 18  |
|  | 2. | FK Dynamo Kiev      | 6  | 4 | 0 | 2 | 18 | 11 | 1.64 | 14  |
|  | 3. | FK Spartak Moskva   | 6  | 3 | 1 | 2 | 12 | 7  | 1.71 | 13  |
|  | 4. | CDKA Moskva         | 6  | 2 | 1 | 3 | 13 | 18 | 0.72 | 11  |
|  | 5. | FK Lokomotiv Moskva | 6  | 2 | 0 | 4 | 7  | 11 | 0.64 | 10  |
|  | 6. | FK Dynamo Leningrad | 6  | 1 | 1 | 4 | 5  | 12 | 0.42 | 9   |
|  | 7. | FK Krasnaya Zarya   | 6  | 1 | 1 | 4 | 8  | 21 | 0.38 | 9   |

Pts = Puntos; PJ = Jugados; G = Ganados; E = Empatados; P = Perdidos; GF = Goles Anotados; GC = Goles Recibidos; Dif = Diferencia de gol

## Plantillas
(partidos disputados y goles anotados entre paréntesis)
| 1. FC Dynamo Moscú |
| Porteros: Aleksandr Kvasnikov (5 / -2), Yevgeniy Fokin (2 / -3). Defensas: Lev Korchebokov (5), Viktor Teterin (5). Centrocampistas: Yevgeniy Yeliseyev (6), Aleksandr Riomin (6), Aleksey Lapshyn (5), Pavel Korotkov (4), Viktor Dubinin (1). Delanteros: Mikhail Semichastny (6 / 6), Vasiliy Smirnov (6 / 5), Vasiliy Pavlov (6 / 5), Sergey Ilyin (6 / 4), Mikhail Yakushyn (5 / 1), Aleksey Ponomariov (1), Nikolai Postavnin. Un gol en propia puerta anotado por Ivan Andreyev (FC Lokomotiv Moscú) Entrenador: Konstantin Kvashnin. Altas durante la temporada: Nikalay Postavnin (del FC Krylya Sovetov Moscú). |
| 2. FC Dynamo Kyiv |
| Porteros: Mykola Trusevych (5 / -6), Anton Idzkovsky (2 / -5). Defensas: Mykhailo Volin (6), Vasyl Pravovierov (4), Kostiantyn Fomin (3). Centrocampistas: Volodymyr Greber (6 / 2), Ivan Kuzmenko (6 / 2), Iosif Livshyts (2), Oleksiy Klymenko (1), Mykhailo Pustinin (1). Delanteros: Kostiantyn Shchehodsky (6 / 4), Mykola Makhinia (6 / 3), Fedir Tiutchev (6), Viktor Shylovsky (6), Makar Honcharenko (5 / 4), Pavlo Komarov (5 / 3), Petro Parovyshnikov (3), Mykola Korotkykh (1). Entrenador: Moisey Tovarovsky.                                                                                               |
| 3. FC Spartak Moscú |
| Porteros: Anatoliy Akimov (4 / -5), Ivan Ryzhov (3 / -2). Defensas: Stanislav Leuta (6 / 2), Aleksandr Mikhaylov (6), Gavriil Putilin (6), Aleksandr Starostin (4), Viktor Sokolov (2). Centrocampistas: Andrey Starostin (6), Sergey Artemyev (3), Pyotr Starostin (2). Delanteros: Vladimir Stepanov (6 / 1), Georgiy Glazkov (5 / 4), Pyotr Nikiforov (5 / 3), Matvey Zaytsev (4 / 2), Nikolai Zhygalin (2), Leonid Rumiantsev (2), Vladimir Yegorov (1), Boris Stepanov (1), Nikolai Glazkov (1), Nikolai Starostin (1). Entrenador: Mikhail Kozlov.                                                                  |

| Campeones Gruppa A 1936       |
| ----------------------------- |
| FC Dynamo Moscú Primer título |

## Otoño
La temporada 1936 de otoño de la Gruppa A fue la 2ª de la Primera División de la Unión Soviética.
|  |    | Equipos             | PJ | G | E | P | GF | GC | Coc. | Pts |
|  | -- | ------------------- | -- | - | - | - | -- | -- | ---- | --- |
|  | 1. | FK Spartak Moskva   | 7  | 6 | 0 | 1 | 22 | 6  | 4.40 | 17  |
|  | 2. | FK Dynamo Moskva    | 7  | 4 | 2 | 1 | 19 | 11 | 1.90 | 16  |
|  | 3. | FK Dinamo Tbilisi   | 7  | 3 | 3 | 1 | 14 | 10 | 1.56 | 16  |
|  | 4. | FK Lokomotiv Moskva | 7  | 4 | 0 | 3 | 18 | 15 | 1.29 | 15  |
|  | 5. | FK Krasnaya Zarya   | 7  | 3 | 0 | 4 | 13 | 19 | 0.72 | 13  |
|  | 6. | FK Dynamo Kiev      | 7  | 1 | 3 | 3 | 16 | 20 | 0.84 | 12  |
|  | 7. | FK Dynamo Leningrad | 7  | 1 | 3 | 3 | 7  | 16 | 0.47 | 12  |
|  | 8. | CDKA Moskva         | 7  | 2 | 0 | 5 | 9  | 21 | 0.45 | 11  |

Pts = Puntos; PJ = Jugados; G = Ganados; E = Empatados; P = Perdidos; GF = Goles Anotados; GC = Goles Recibidos; Dif = Diferencia de gol

## Plantillas
(partidos disputados y goles anotados entre paréntesis)
| 1. FC Spartak Moscú |
| Porteros: Anatoliy Akimov (6 / -6), Ivan Ryzhov (2 / -4). Defensas: Stanislav Leuta (7), Aleksandr Mikhaylov (7), Aleksandr Starostin (7), Viktor Sokolov. Centrocampistas: Andrey Starostin (7 / 2), Pyotr Starostin (7), Sergey Artemyev (1). Delanteros: Georgiy Glazkov (7 / 7), Vladimir Stepanov (7 / 6), Boris Shchibrov (7 / 2), Valentin Liventsev (4 / 1), Stepan Kustylkin (4), Leonid Rumiantsev (4), Pyotr Nikiforov (3 / 1), Aleksey Yeriomin (1), Nikolai Zhygalin, Boris Stepanov. Entrenador: Mikhail Kozlov. |
| 2. FC Dynamo Moscú |
| Porteros: Aleksandr Kvasnikov (6 / -11), Nikolai Sokolov (1 / -1), Yevgeniy Fokin. Defensas: Lev Korchebokov (7), Viktor Teterin (2). Centrocampistas: Yevgeniy Yeliseyev (7 / 2), Aleksey Lapshyn (7), Aleksandr Riomin (7), Pavel Korotkov (5), Gavriil Kachalin (2), Arkadiy Chernyshev (1). Delanteros: Sergey Ilyin (7 / 6), Vasiliy Smirnov (7 / 5), Mikhail Yakushyn (7 / 4), Mikhail Semichastny (7 / 1), Vasiliy Pavlov (4 / 2), Aleksey Ponomariov (3 / 1), Nikolai Postavnin. Entrenador: Konstantin Kvashnin.      |
| 3. FC Dynamo Tbilisi |
| Porteros: Aleksandr Dorokhov (7 / -9). Defensas: Shota Shavgulidze (7), Eduard Nikolayshvili (6). Centrocampistas: Vladimir Dzhorbenadze (7), Nikolay Anikin (6), Mikhail Minayev (6), Grigoriy Gagua (3), Vladimir Berdzenishvili (1). Delanteros: Mikhail Berdzenishvili (7 / 6), Boris Paichadze (7 / 6), Nikolay Somov (7 / 1), Ilya Panin (6), Vladimir Berdzenishvili (5 / 1), Mikhail Aslamazov (2), Aleksandr Eliava (1). Entrenador: Gyula Limbek (hasta octubre), Grigoriy Pachuliya (desde octubre).                |

| Campeones Gruppa A 1936        |
| ------------------------------ |
| FC Spartak Moscú Primer título |